# Ulów-Kolonia
Ulów-Kolonia (prononciation : [ˈuluf kɔˈlɔɲa]) est un village polonais de la gmina de Klwów dans le powiat de Przysucha de la voïvodie de Mazovie dans le centre-est de la Pologne.
Il se situe à environ 6 kilomètres au nord-est de Klwów (siège de la gmina), 24 kilomètres au nord de Przysucha (siège du powiat) et à 75 kilomètres au sud de Varsovie (capitale de la Pologne).
Le village compte approximativement une population de 180 habitants.

## Histoire
De 1975 à 1998, le village appartenait administrativement à la voïvodie de Radom.